# Artes precolombinas en Argentina

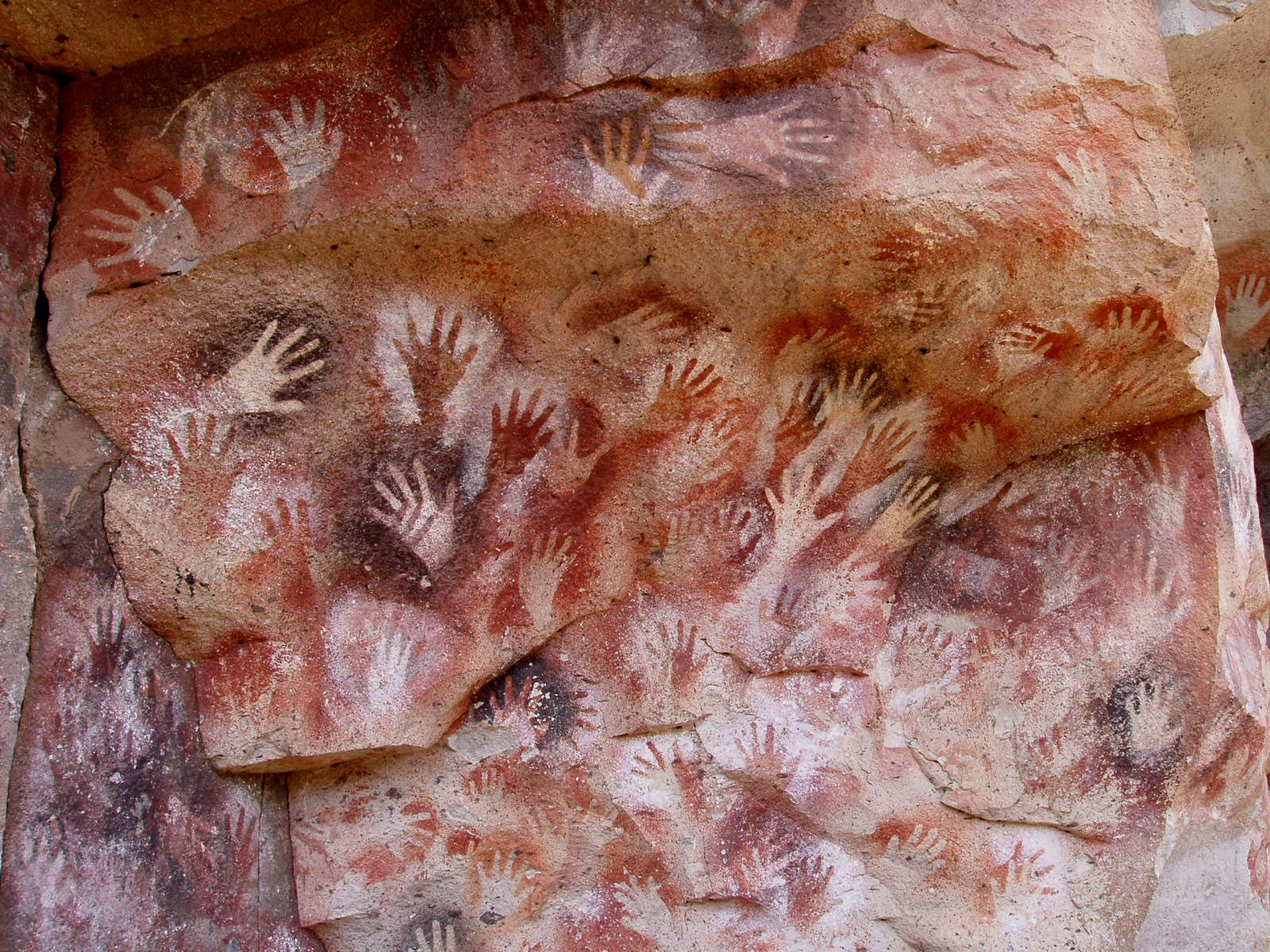
Pinturas rupestres en la Cueva de las Manos, Patagonia Argentina.

Aunque carente de las espectacularidades arquitectónicas que se evidencian en Mesoamérica y en la Región Andina Central (Altiplano boliviano, costas y Andes peruanos, costas y Andes ecuatorianos) o incluso en la Región Intermedia (zonas montanas de Colombia, Venezuela y Panamá), el conjunto de las artes indígenas precolombinas en el territorio que actualmente corresponde a Argentina es siempre interesante aunque difícil de encuadrar.
Y la dificultad de encuadrar las artes precolombinas en el territorio argentino obedece precisamente (como primer factor) a la extensión de tal territorio (en América casi 3 000 000 de kilómetros cuadrados), con una extraordinaria variedad ecológica, extraordinaria variedad que forzosamente se trasunta en las expresiones culturales, en especial en las estéticas.
Más aún, la extensión territorial hizo que diversas corrientes culturales se dieran paralelamente —sincrónicamente— (y muchas veces interrelacionadas) o ya sea diacrónicamente.

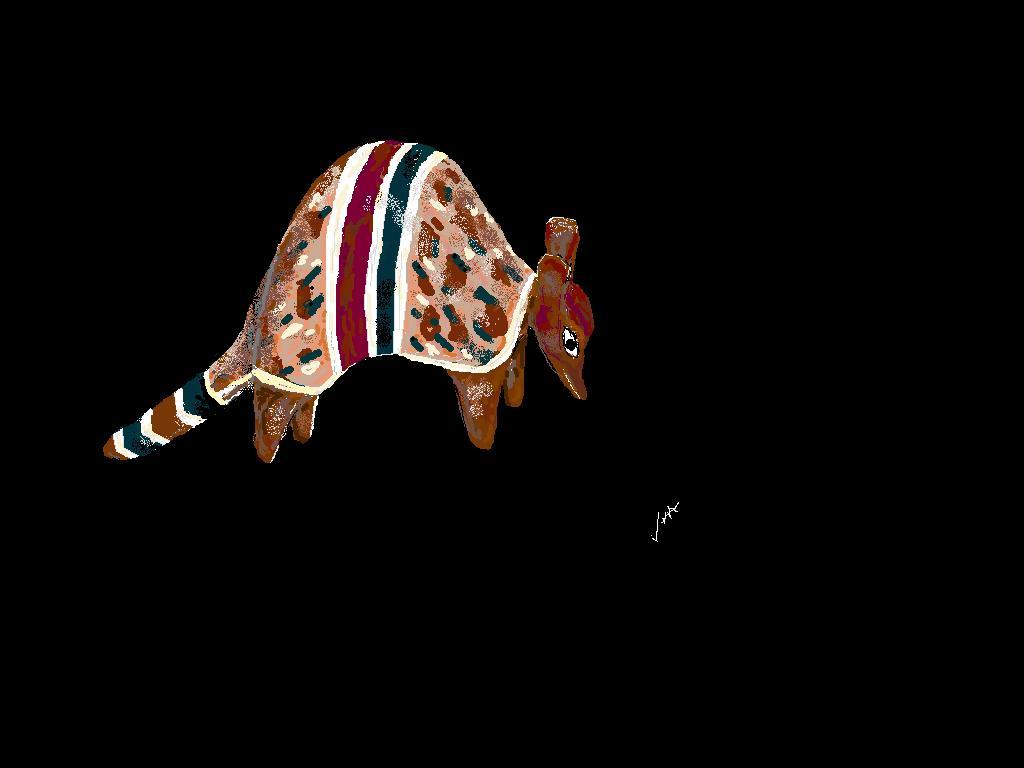
Pequeña escultura (12 cm de longitud, 9 cm de altura y 8 cm de ancho) en terracota representando a un tatú carreta, arte qom.

En todo caso, un modo de sistematizar (aunque con forzosas esquematizaciones) a las áreas artísticas precolombinas de este país es el señalar a la región del NOA como el área con más fuertes influjos andidos, a la del NEA como el área con más fuertes influjos amazonidos, por su parte la región central (provincia de Córdoba y este sur de Santiago del Estero, así como la provincia de San Luis) presentan, como todo el Cuyo las evidencias de influjos andidos aunque fuertemente diluidos, casi evanescentes hasta el punto que aparecen estilos singulares, en todo caso se debe considerar en todas estas áreas precitadas la existencia ya hacia el siglo X de culturas basadas en la agricultura lo cual determinó incipiencias de civilización y el desarrollo de pequeños núcleos urbanos, la existencia de una agricultura e incluso una ganadería (de auquénidos) sería también un factor determinante en la expresión artística de dichas zonas. Por otra parte la mayor parte del territorio, que siempre hasta la irrupción europea en el siglo XVI estuvo difusamente poblado por etnias trashumantes que practicaban un modo de producción cazador recolector, las etnias con menor desarrollo tecnológico que habitaban las regiones del Gran Chaco, la región Pampeana, la Mesopotamia Argentina, la Patagonia y la Región Fueguina si es cierto que han dejado cuantitativamente menos relictos, llegan a tener momentos y puntos en los cuales se destacan culturalmente, ejemplo de ello es la de arte rupestre en la Cueva de las Manos con un estilo muy próximo —por convergencia— al arte esquemático prehistórico. Por otra parte aunque hasta hace pocos años se consideraba que en la Patagonia nunca se habían desarrollado culturas sedentarias asociadas a la agroalfarería, es decir productoras de cerámicas, tras los inicios del presente siglo XXI se han descubierto producciones cerámicas milenarias en la Patagonia Norte, como las que se exhiben en el Museo Histórico Regional Emma Nozzi.
En todo caso, sea donde sea, las artes precolombinas que se desarrollaron en el territorio argentino prácticamente son inseparables de la religión o de los sistemas de creencias de los pueblos que las produjeron, la relación entre el arte y lo sacro se patentiza por doquier.
Ejemplo de ello es precisamente la célebre Cueva de las Manos ubicada en el centro-oeste de la provincia de Santa Cruz, tal cueva es un "alero" exornado por gran cantidad de pinturas rupestres entre las que más llaman la atención las miríadas de huellas en "negativo" de manos logradas generalmente mediante una antigua aerografía y un esgrafiado, la mencionada cueva como otras próximas menos conocidas (entre estas un conjunto denominado "Cuevas de Altamira" que no debe confundirse con el homónimo de España) es una de las expresiones artísticas perdurables más antiguas de América, los fechados más antiguos se remontan a ca. 13 000 años antes del presente (aP) aunque los motivos representados más característicos surgen hace nada menos que hacia el 9350 aP. Se supone que el pueblo que produjo tal arte es el directo antecedente de los ahoniken ("patagones" o "tehuelches" en todo caso, sea cual sea el nombre que se les da, ellos se han llamado chonk o tsonk, siendo los ahoniken los que habitaban aproximadamente al sur del paralelo 42°S hasta el Estrecho de Magallanes). En tal dilatado período resulta casi obvio que se produjeran modificaciones estilísticas: si las pinturas parietales de manos datan de hace más de 5000 años y constituyen a parte del arte pleistocénico; luego, paulatinamente, van apareciendo estilizadas figuraciones:las que representan la caza (muy ritualizada del guanaco y del choique). ¿Qué han expresado los artistas en estas cuevas? En primer lugar la impresión de las manos en la roca parece (como se encuentra en otras partes de nuestro planeta) el intento de buscar dejar algo de sí que se mantenga perenne, una rito mágico de imortalización, aunque esto no excluye otra intención: la de buscar la unión mística con la tierra y, por tal unión, la providencia aportada desde la Tierra. En cuanto a las escenas de caza (en las cuales los guanacos aparecen estilizadamente dibujados) parecen haber sido parte de rituales de magia simpática para obtener una constante fuente de proteínas (téngase en cuenta que entre los aborígenes americanos el acto de la caza generalmente ha sido planteado como un acto sacrificial en el cual el animal es una suerte de "hermano" que ofrece su vida para el sustento humano, de modo que la representación de los animales suele implicar un respeto hacia ellos).

Pero entre las etnias trashumantes los elementos de soporte para las artes han sido lábiles, pocos rastros se encuentran de la Antigüedad sino es cuando el arte es parietal, rupestre: en este caso el sólido soporte de la piedra nos ha dejado sus hermosos (muy sublimados) testimonios o en pequeñas estatuillas de coroplastia o de tallados y pulidos en líticos (en piedra) como pequeños zoolitos, fitolitos y antropolitos. Podemos suponer que muchas de las otras expresiones artísticas de estas etnias pampidas perduraban como tradiciones vivas hasta inicios del siglo XX, por ejemplo los "quillangos" y "quillapís"  (de la confusión de la voz avá quiyapí, ‘piel de quiya’, y la voz het quillango, ‘abrigo’; es decir: ‘mantos de cueros y pieles’) que muchas veces solían estar "estampados" con "grecas", "estrellas", "espirales", "cruces" en su parte interna, nuevamente aquí la "dimensión" de lo sacro: estos motivos, lo mismo que los adornos corporales solían ser símbolos investidos de alguna significación mística, es decir, algo más que lo decorativo como fin en sí mismo. Y lo mismo puede decirse de los "tatuajes" y las diversas formas de "body-art", tales como el extraordinario "body painting" que señalaba el hain o ritual de la iniciación, de ingreso a la adultez entre los shelknam ("onas") en el centro y norte de la isla de Tierra del Fuego.

Dibujo de un trapelacucha, adorno pectoral hecho de plata y utilizado tradicionalmente por mujeres mapuches.

Al oeste del área cultural pampida y al sur del área cultural netamente andida se desarrollaron mucho más tardíamente las artes de los mapuche al invadir los mapuches entre fines del s. XVIII y la primera mitad del s. XIX a la región habitada por los pámpidos Het y Gennakenk y otros Chonk o Tsonk, éstas —aparte de su propia creatividad— reflejan aún influjos procedentes del norte (andidos) e influjos procedentes del sur y del este (pampidos), del este se ha dado también un influjo huarpido pero aún hoy es difícil distinguirle taxativamente de los influjos culturales (y artísticos) andidos y pampidos. Entre los mapuches se ha desarrollado una interesante cerámica, una muy interesante industria-arte textil (aquí también quillangos, y ponchos, vinchas, fajas, matras) de una variada policromía armoniosamente dispuesta en los motivos tejidos o bordados, también han logrado cierta caracterización los mapuches por su arte lítica (por ejemplo, hachas rituales como las toqui) o por la metalurgia, en especial la sobria aunque atractiva platería que suele adornar a las mujeres, como se hace notar en los prendedores llamados tupo o tupu, pendientes (chaway), aros (üpül'l), sujetadores colgantes de las capas (chamales) como el kill akucha, el adorno pectoral  —también de plata— llamado trapelacucha o el tocado de cuentas usado por las mujeres llamado tapahue.
Por otra parte, en el Cuyún (es decir el "arenal" directamente al este de los Andes) la etnia y cultura de los Huarpe (probablemente directos herederos de la antiquísima cultura de Ansilta que sorprendentemente se extendió entre el 1800 a. C. y el 500 d. C.) desde el 500 d. C. presentan más influjos procedentes de la Región Andina Central y han llegado a llamar la atención por su cestería de trama muy fina, hasta el punto de lograr cestas impermeables con las cuales se trasportaba el agua, nuevamente cabe resaltar: hasta el arte precolombino aparentemente más pragmático, más utilitario, siempre ha sido relacionado con lo sagrado...las cestas huarpes tenían su cierta sacralidad en cuanto que eran portadoras del agua, es decir de —nada menos— la vida en extensas travesías a menudo áridas. Otro rasgo cultural llamativo de los huarpes que puede incluirse a un tiempo entre la industria y el arte (poco separables en estas culturas) ha sido la construcción de embarcaciones usando una técnica de cestería muy semejante a los caballitos de totora en las Lagunas de Guanacache, también son atribuibles a los huárpidos algunas de las curiosas pictografías que se encuentran en las paredes rocosas de Talampaya.
En las Sierras de Córdoba y de San Luis se desarrolló una curiosa cultura (de las llamadas por los evolucionistas etnocéntricos: civilizadas): la de los henia-kamiare (luego "bautizada" comechingón), se trataba de una población con importantes linajes huárpidos aunque bastante diferenciada de los huarpe propiamente dichos, los comechingones quizás tengan sus remotos antecedentes en la cultura Ayampitín de hace más de 7000 aP, sin embargo de fecha tan remota apenas quedan (como en toda América y...todo el planeta) apenas rudimentarios vestigios, una industria-arte principalmente lítica rudimentaria aunque en su sencillez, interesante —en gran medida, siguiendo los criterios de Benjamin por lo aurático que posee: por esa "aura" sugestiva que la antigüedad y lo enigmático aportan al objeto— aunque recién hacia el siglo V de la era común comienza a desplegarse, claro, un arte "comechingón", este arte revela influjos procedentes de los Andes Centrales a través de la etapa del Noroeste Argentino. Por los relatos de los cronistas y por los estudios arqueológicos se sabe que el pueblo "comechingón" desarrolló su característica arquitectura de casas comunales semisubterráneas de paredes de piedra, también se sabe que eran muy dados a los adornos (presumiblemente incluyendo un elemento religioso y otro fetichista: las mujeres se adornaban con collares multicolores de metal, piedras semipreciosas y, especialmente, conchas de caracoles; los hombres se adornaban principalmente con chaquiras de plata o cobre en formas alargadas, también (como muchas otras etnias) era frecuente la pintura (ritual) del cuerpo. Sin embargo, hasta el presente, lo que más llama la atención del arte "comechingón" son sus glifos y pictografías, tales como las que se encuentran en Cerro Colorado y Ongamira (Sierras de Córdoba), Para Yacu (en la zona de Santiago del Estero fronteriza con Córdoba) o las que se encuentran en la cueva de Inti Huasi (el nombre quechua o runa simi no es el original sino que fue el difundido por los conquistadores españoles procedentes del Perú a través del Chili habiéndose olvidado el nombre henia-kamiare original)  en el centro norte de la actual Provincia de  San Luis. En estas cuevas, usadas con fines religiosos —al parecer "mistéricos"— se encuentra un singular arte rupestre, bastante diferente del ya observado en la Cueva de las Manos, en las cuevas de los "comechingones" lo que predomina es la abstracción, con abundantes grafos y símbolos de los cuales actualmente solo se puede hipotetizar su significado, algunas pictografías son algo menos abstractas y presentan a siluetas de individuos portando lo que parecen tocados de plumas e incluso de cuerno o algo semejante, tales pinturas parecen representar a los chamanes, sin embargo más llaman la atención los grafos y glifos que recuerdan a letras y, más precisamente, a runas; tal semejanza, así como la represntación de naves que (por la silueta) parecen drakkars y hombres a caballo ha dado lugar a hipótesis aventuradas tales como la de suponerles un origen vikingo, la representación de hombres a caballos sin embargo es (según las dataciones) precisamente la de los conquistadores españoles, es decir, muchas de estas pinturas están representando precisamente el fin del llamado arte "precolombino", arte que luego se continuará en una nueva síntesis.
Del arte "comechingón" "precolombino" también corresponde señalar las estatuillas de cerámica y piedra que representan a sujetos de los dos sexos, estatuillas que parecen haber estado relacionadas con un culto a la fertilidad: se destacan las nalgas y los senos de las mujeres y los genitales de los varones, son estatuillas de elaboración adusta y, en cierto modo "expresionistas" como las que se han encontrado en los yacimientos del dique Los Molinos.

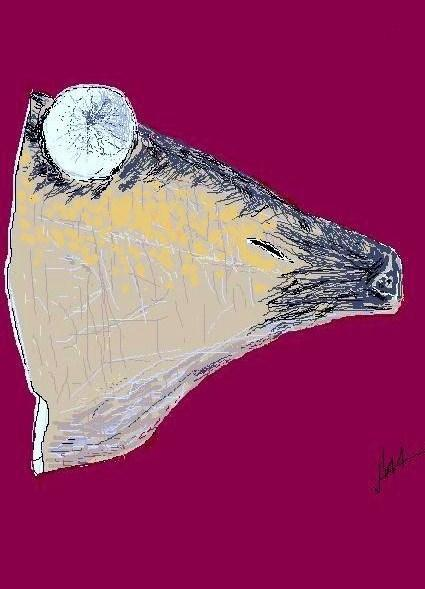
Vista perfilada de una máscara chané, que representa a un pecarí, obra tallada en madera de yuchán

Las condiciones edafológicas y climáticas de las regiones pampeana, chaqueña y, sobre todo, mesopotámica así como el tipo de culturas que prehispánicamente se dieron en tales regiones (pueblos cazadores recolectores y/o horticultores itinerantes) así como el posterior disturbiado de los suelos (especialmente en el siglo XX) han hecho que nos llegaran pocos relictos y de los pocos relictos, debido al disturbiado o alteración sufrida por los yacimientos, una difícil ubicación temporal o que suela ser difícil relacionar los hallazgos con tal o cual etnia; en la región pampeana se encuentran vestigios datables en ca 9000 años a. C., tales vestigios son puntas de flechas y las características piedras redondeadas para confeccionar "bolas perdidas" y luego boleadoras, desde un cierto punto de vista tales elementos pueden no ser considerados arte sino "simples" artefactos utilitarios, sin embargo en el ámbito del territorio que actualmente es Argentina y pensando en términos de esas épocas, siempre conviene considerar el casi indisociable nexo objeto utilitario-arte e, incluso, religión. En el extremo noreste de la región mesopotámica se encuentran hachas líticas circulares (itazas) que parecen haber tenido precisamente esa triple función.
A lo largo de los grandes ríos se encuentran ocasionalmente enterramientos con grandes urnas o restos de canoas monóxilas, pero las cerámicas de menores dimensiones, los objetos de hueso, madera, los textiles y las cesterías antiguos resultan casi inhallables precisamente por las condiciones deteriorantes que sufrieron. Sin embargo, puede darnos alguna idea de las artes precolombinas las artes (vulgarmente catalogadas como "artesanías) "menores" que aún realizan los descendientes de etnias como la wichí o la qom'lek ("toba"): los wichis se destacan por sus tallas en maderas muy duras (quebracho, palo santo, guayacán) y el tejido de atractivas alforjas "chuspas" o "yiskas" hechas de fibra del chaguar; las tallas en madera dura son frecuentemente representaciones de animales, tales representaciones conllevan fuertes estilizaciones en las cuales predominan los volúmenes facetados; en cuanto a los qom también suelen representar en pequeñas esculturas (valga la palabra escultura aquí, pese a que se trata técnicamente de cerámica, es decir la palabra más correcta en estas obras artísticas es la de coroplastia) los animales autóctonos (y posteriormente los alóctonos) aunque predomina la cerámica horneada (no al punto de terracota) de matices castaño claros luego pintada con pigmentos marrones, blancos, rojizos y negros.
En el área de transición entre el Gran Chaco y las cordilleras preandinas y andinas se nota también el antiguo contacto cultural (muchas veces violento) entre etnias pampidas, amazonidas y andidas; en el interfluvio de los ríos Dulce y Salado del Norte aunque no existen huellas de ninguna ciudad precolombina edificada con rocas u otros elementos perdurables si se encuentran bastantes cerámicas que revelan el fuerte influjo procedente de las culturas del NOA (en ocasiones es difícil distinguir si se trata de cerámicas precolombinas moldeadas in situ o si se trata de cerámicas obtenidas del NOA a través de las antiguas rutas comerciales), al pie de la yunga especialmente en el chaco salteño se encuentran interesantes máscaras labradas en palma que representan a diversos grandes animales (yaguares, pecaríes, tapires etc.), tales máscaras evocaban a los "espíritus" de los animales y eran utilizadas ceremonialmente, su talla suele ser sencilla, limpia: con pocos rasgos se puede identificar fácilmente al ser representado. En esa misma zona, y especialmente por parte de los chorotís y de la parcialidad arawak de los chané se destacan los "sapos" que, por magia simpática, sirven para impetrar o atraer a la lluvia durante las prolongadas sequías: los sapos chorotis suelen ser de barro cocido con una mezcla de polvo de hueso lo que le da un matiz (casi una "pátina") singular: de volúmenes curvos tal "pátina" resalta las curvaturas al suavizar ópticamente toda posible rectilinealidad. Por su parte los "sapos invocantes" de los chané llegan a sorprender por lo logrado con la sencillez de sus formas (muchas veces una especie de óvalo "parado" y algo aplastado que tiene una gran abertura arriba, la de la boca, y unas cintas añadidas de cerámica fungiendo como leves patas).

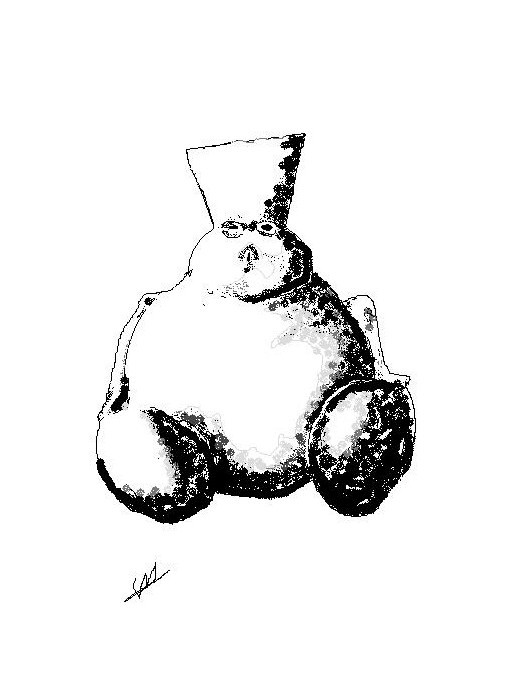
Pequeña vasija antropomorfa en cerámica de la Cultura "Condorhuasi".

## Las civilizaciones del Noroeste Argentino
En el NOA se encuentra una región que reúne características fisiográficas semejantes a las de los Andes Centrales, la semejanza fisiográfica y, especialmente, los factores ecológicos hicieron que en esta zona se pudieran desarrollar poblaciones sedentarias, fijadas a la "madre tierra" por la agricultura intensiva de la papa, el maíz, los porotos, la quinoa etc. En el transcurso de los siglos las antiguas aldeas llegaron a consolidarse como pequeñas ciudades realizadas en una arquitectura de sillería en piedra. Hacia el siglo I en el centro de lo que es actualmente la provincia de Catamarca se desarrolla la metalurgia siendo tal región uno de los núcleos de producción de bronce en América.
Aunque se mantienen polémicas en cuanto a las denominaciones y periodizaciones, aquí se recurrirá a las más frecuentes.
Usualmente se habla de un "período temprano" que se extiende desde el 500 a. C. al 650 d. C., un "período intermedio" o "medio" (650-850) y un "período tardío" (del 850 al ca. 1480).
Dentro del Período Temprano se ubica:
La cultura del río San Francisco se extiende entre el 600 a. C. hasta ca. el siglo II d. C. por los valles orientales de la provincia de Jujuy, hasta el presente se considera la más antigua manifestación de asentamientos agroalfareros en el Noroeste Argentino. No está precisado si existe una relación directa con la etnia omaguaca, su cerámica está decorada con rostros humanos y representaciones sencillas de animales, esta alfarería se divide en dos grandes conjuntos: el llamado de "Arroyo del Medio" y el de "El Infante", el primer conjunto posee piezas de color gris o negro con decoraciones lineales y/o puntos incisos mediante punzones, el segundo conjunto posee una cerámica más tosca de color anaranjado con grandes vasijas y urnas funerarias  a las cuales se les han adosado representaciones antropomorfas y zoomorfas.

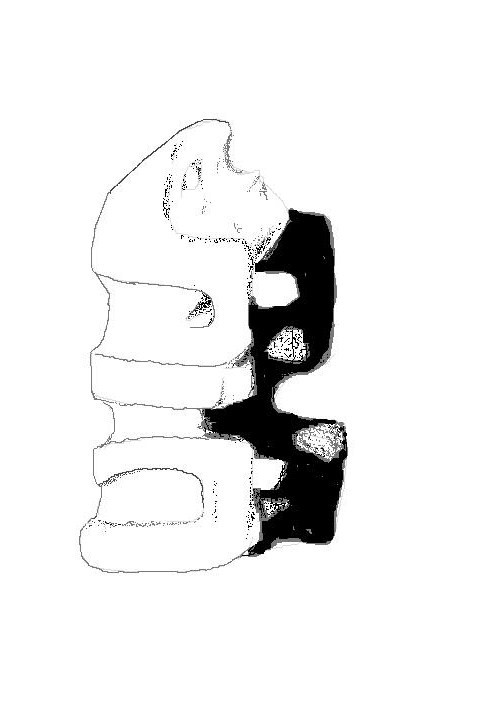
Un suplicante, escultura monolítica de la Cultura El Alamito.

La cultura El Alamito (400 a. C.-650 d. C.) cuyo núcleo se ha encontrado en el departamento catamarqueño de Andalgalá también se destaca por su litoescultura es decir: escultura en piedra, en particular por los abstractamente bellos idolillos llamados "suplicantes", tales esculturas que representan a seres humanos en pose de plegaria a los cielos han sido logradas con extraordinarias síntesis de líneas rectas, curvas y huecos parecen haber cumplido la misma función cultual que los mencionados "sapos invocantes" de la lluvia, en la cerámica a partir del siglo III se notan fuertes influencias provenientes de la Cultura "Condorhuasi", así como la aparición de motivos serpentinos que luego derivaran a "dragones" al añadírsele garras a las quebradas y zigzageantes serpientes.

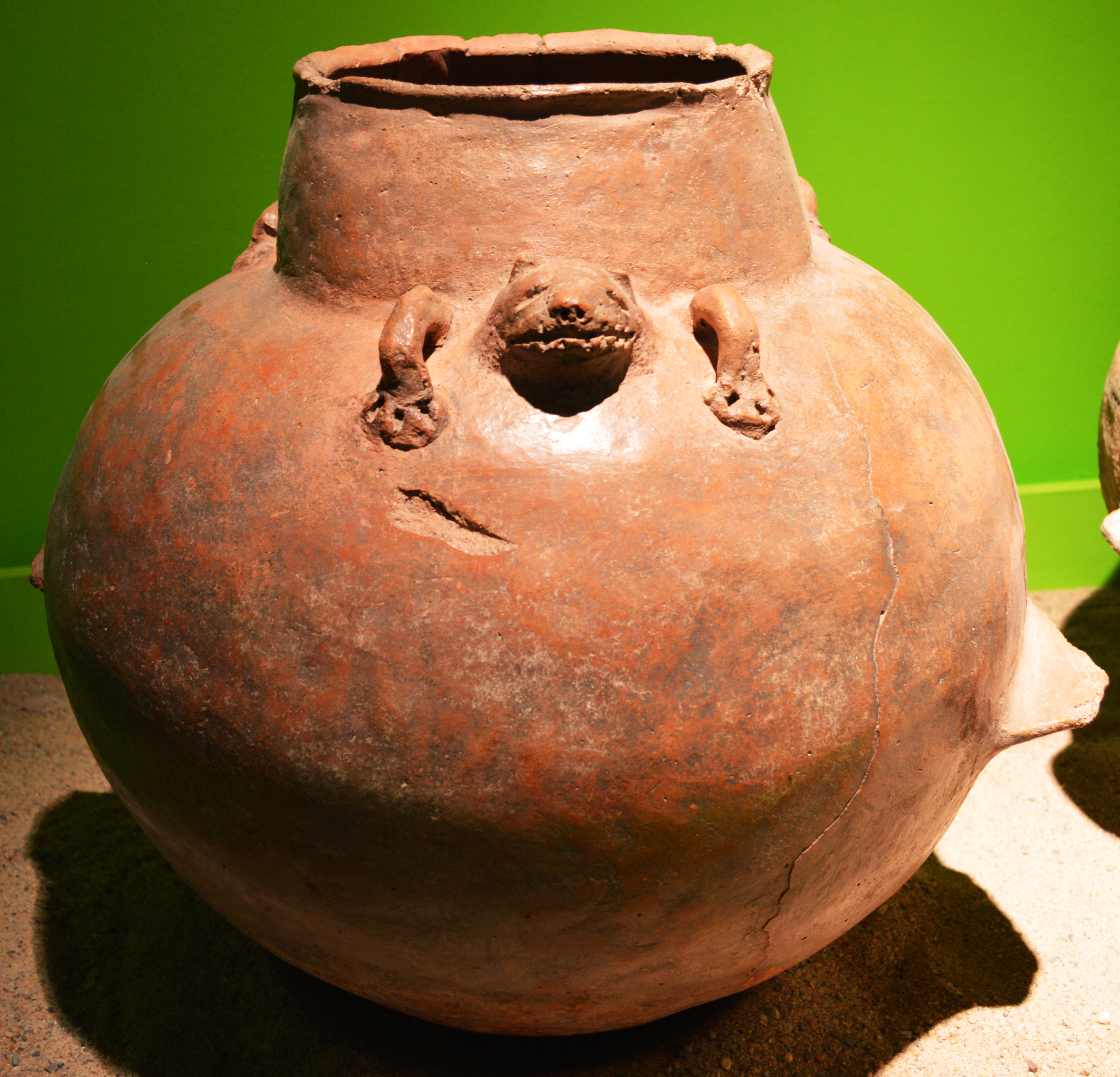
Cultura de Las Mercedes o Cultura de las mercedes: Urna rojiza con figura draconiforme. Museo de Ciencias Antropológicas "Emilio y Duncan Wagner", Centro Cultural del Bicentenario, Santiago del Estero.

Cultura Las Mercedes (400 a. C.-700 d. C., se desarrolló en el oeste de la provincia de Santiago del Estero, más precisamente en las bajas sierras de Sumampa y Guasayán, ha dejado objetos confeccionados con una cerámica gris, negruzca por la cochura en hornos cerrados o rojiza cuando ha sido cocida en hornos abiertos, los tiestos pueden ser lisos o superficialmente grabados e incluso pintados con motivos geométricos blancos sobre el fondo negro o rojizo.

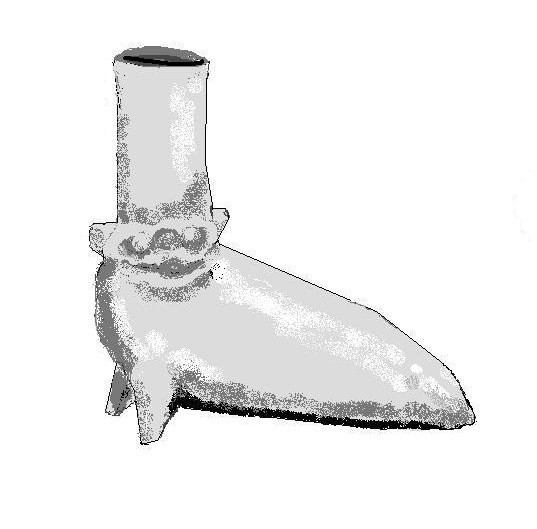
Aguamanil con forma "zepelín" de la Cultura "Condorhuasi".

Cultura Condorhuasi (el nombre quechua le fue dado modernamente) 400 a. C. a 200/700 d. C. se extendió por un amplio ámbito: desde el norte de Catamarca hasta La Rioja y desde el oeste catamarqueño hasta las llanuras de Santiago del Estero, se caracteriza por sus bellas cerámicas (que por su aspecto tendrían alguna similitud en las obras escultóricas modernas de Henry Moore), las cerámicas Condorhuasi suelen ser grises, con gran variedad de formas globulares, que van desde figuras humanas sentadas, gateando, despojadas de adornos o con el cuerpo pintado hasta las figuras fantásticas llamadas (por su forma) "zepelines", los zepelines suelen ser vasijas en las cuales se reúnen morfologías de humanos, de aves, mamíferos cuyos cuerpos se alargan hasta concluir en un cono de punta redondeada, aparte de la cerámica grisácea y rojiza existe un estilo tardío llamado "Condorhuasi polícromo" caracterizado por motivos geométricos (generalmente zigzags) blancos y negros pintados sobre el fondo rojizo. El arte de los "Condorhuasi" incluye también obras de una metalurgia bastante desarrollada, trabajaron frecuentemente el oro con el cual confeccionaron pectorales, hachas ceremoniales, pulseras, aros y adornos enebrados, a esta cultura se atribuyen las primeras aleaciones de bronce en el territorio correspondiente a Argentina.
El arte "Condorhuasi" presenta semejanzas con el de la Cultura El Molle (en el norte del actual Chile). Tal arte "Condorhuasi" se subdivide en las siguientes fases: Diablo (del 500 a. C. al 200 d. C., con cerámica rojiza, amarillenta o negruzca de formas redondeadas y sin asas. Incluye a la cerámica Vaquerías con jarros semicilíndricos y recipientes modelados que representan a figuras y cabezas humanas pintados con motivos geométricos. Fase Barrancas (200 a 350 d. C.) caracterizada por sus vasos antropomorfos, zoomorfos, zooantropomorfos decorados con diseños geométricos en pintura blanca. Fase La Alumbrera 350 a 500 d. C. muchos repertos en la zona de El Alamito, con vasos y vasijas modelados entre los que se destacan grandes recipientes ovoidales y combinaciones de pinturas sobre fondo rojizo.

Cultura Tafí (200 a. C.-800 d. C., la cual aunque previa al horizonte cultural de Tiwanaku parece dar indicios de fuertes influjos culturales procedentes de los Andes Centrales. En todo caso el centro relevante de esta zona cultural se ubica en el oeste de la provincia de Tucumán, precisamente en el Valle de Tafí (Tafí del Valle) y sus adyacencias (El Mollar) destacándose precisamente los "menhires" de esta última localidad, tales "menhires" son símbolos itifálicos asociados a los cultos de la fertilidad y al poder, junto a los "menhires" se encuentran monolitos menores (estelas), en la superficie de estos monumentos se encuentran labradas líneas y huecos que pueden sugerir la idea de seres animados. Tales piedras solían ser adornadas con plumas resultando lugares de culto que siglos luego los españoles llamarían "mochaderos". La cultura Tafí también nos ha legado sugestivas máscaras de piedra, de líneas muy abstractas (si se buscara una similitud moderna la obra de Brâncuşi resultaría parecida).
Cultura de La Ciénaga (ca. siglo I-siglo V), se considera que es ésta la primera cultura plenamente dedicada a la agricultura en el territorio argentino, poseía pequeñas aldeas de no más de treinta viviendas con casas de piedra y adobes, será el antecedente de la Cultura de la Aguada. La Cultura de La Ciénaga produjo una abundante cerámica negra y gris decorada mediante incisiones de motivos muy estilizados ("escaleras", "grecas", rombos), animales y seres humanos geometrizados o rostros humanos aislados que muy probablemente representan a cabezas-trofeo, otro motivo frecuente es el de llamas con formas de espirales rectangularizadas y características felinas (en la Aguada directamente serán felinos), tales representaciones se encuentran siempre alineadas "mirando" en una dirección. También se ha utilizado mucho el punteado para rellenar los vacíos mientras que se, para contrastar, se han dejado amplios espacios no bruñidos.
Cultura La Candelaria (200 a 1000 d. C.) Recibe su nombre del departamento salteño de La Candelaria en el sur de Salta, limítrofe con la provincia de Tucumán; el área de esta cultura se ha extendido por el centro-sur de la provincia de Salta, el norte y centro de Tucumán, el este de Catamarca hasta el valle de Hualfín y el oeste de la provincia de Santiago del Estero, presenta cerámicas con formas redondeadas y depuradas líneas que recuerdan mucho a la Cultura "Condorhuasi", estas cerámicas son grises o negras adornadas con trazos sencillos mediante incisiones que forman algunos pocos punteados y rayas, en cuanto representan a un ser humano se esbozan mediante suaves relieves la nariz, los labios, las orejas, asimismo en esta cultura abundan las obras zoomorfas que se extienden hasta en las "flautas" o aerófonos, además se modelaron jarras, urnas, pucos (especie de platos-fuente amplios y hondos que en muchos casos servían para tapar urnas funerarias, el uso de pucos con el segundo destino se encuentra hasta épocas tan tardías como la pazioca o "diaguita"  cultura santamariana).

## Período Medio

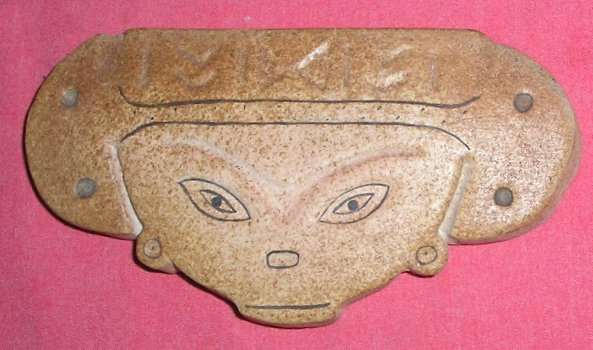
Guerrero felino, Cultura de la Aguada (650-950).

Se destaca la Cultura de la Aguada (ca. 650 a 850 d. C.), se extendió por los territorios de las actuales provincias de Catamarca y La Rioja hasta el norte de San Juan y el sur de Salta, a la vez que es en gran medida una evolución de la ya citada Cultura de la Ciénaga, la Aguada está vinculada a la expansión del horizonte Tiwanaku, hacia el 900 d. C. La Aguada cesa aunque es en cierto modo continuada por la Cultura Belén y la Santa María, esto quiere decir que es asociable (por lo menos a los inicios) de la etnia pazioca (o "diaguita").
El influjo Tiwanaku se hace patente por dos rasgos culturales procedentes del Altiplano (en el oeste de la actual Bolivia): la representación frecuente del yaguar (que parece haber sido objeto de especial culto) y la representación de "sacrificadores": representaciones de sujetos armados que llevan en sus manos cabezas humanas cortadas, resulta una obvia iconografía de un momento particularmente belicoso.
La alfarería es fina, delicada realizada muchas veces en pasta gris o negra, aparte de los yaguares y sacrificadores se encuentran grabados con instrumentos muy agudos motivos que ya se encontraban en La Ciénaga, aunque aún más abstractizados, el yaguar es alargado hasta tornarse en una especie de dragón frecuentemente bicéfalo (de dos cabezas), las aves (cóndores, papagayos, ñandúes etc.) saurios, batracios, serpientes se van simplificando hasta quedar transformados casi en ideogramas (aunque esta cultura era, como las demás, ágrafa): un ñandú (y esto se observará más en la Cultura Santa María) puede ir tornándose en un círculo dividido por dos líneas perpendiculares de las cuales parten diagonales, luego esta simbolización del animal se simplifica hasta quedar una representación cruciforme. En las representaciones de seres humanos es frecuente que aparezcan vistos de frente con dos cetros, con hachas o dardos, en otros casos aparecen los "hombre-yaguar" o, si no, siempre delineados sobre las cerámicas, sujetos con máscaras de yaguar. La metalurgia alcanza un gran desarrollo expresándose en pectorales, torteros, hachas etc. tal cual se puede observar en el llamado "disco de Lafone Quevedo" que se encuentra adornado con un personaje central lujosamente ataviado y dos felinos sobre sus hombros mientras que a sus pies se observan dos figuras draconiformes (es decir con formas que figurativamente recuerdan al dragón aunque el dragón sea un animal fabuloso típico de Eurasia.

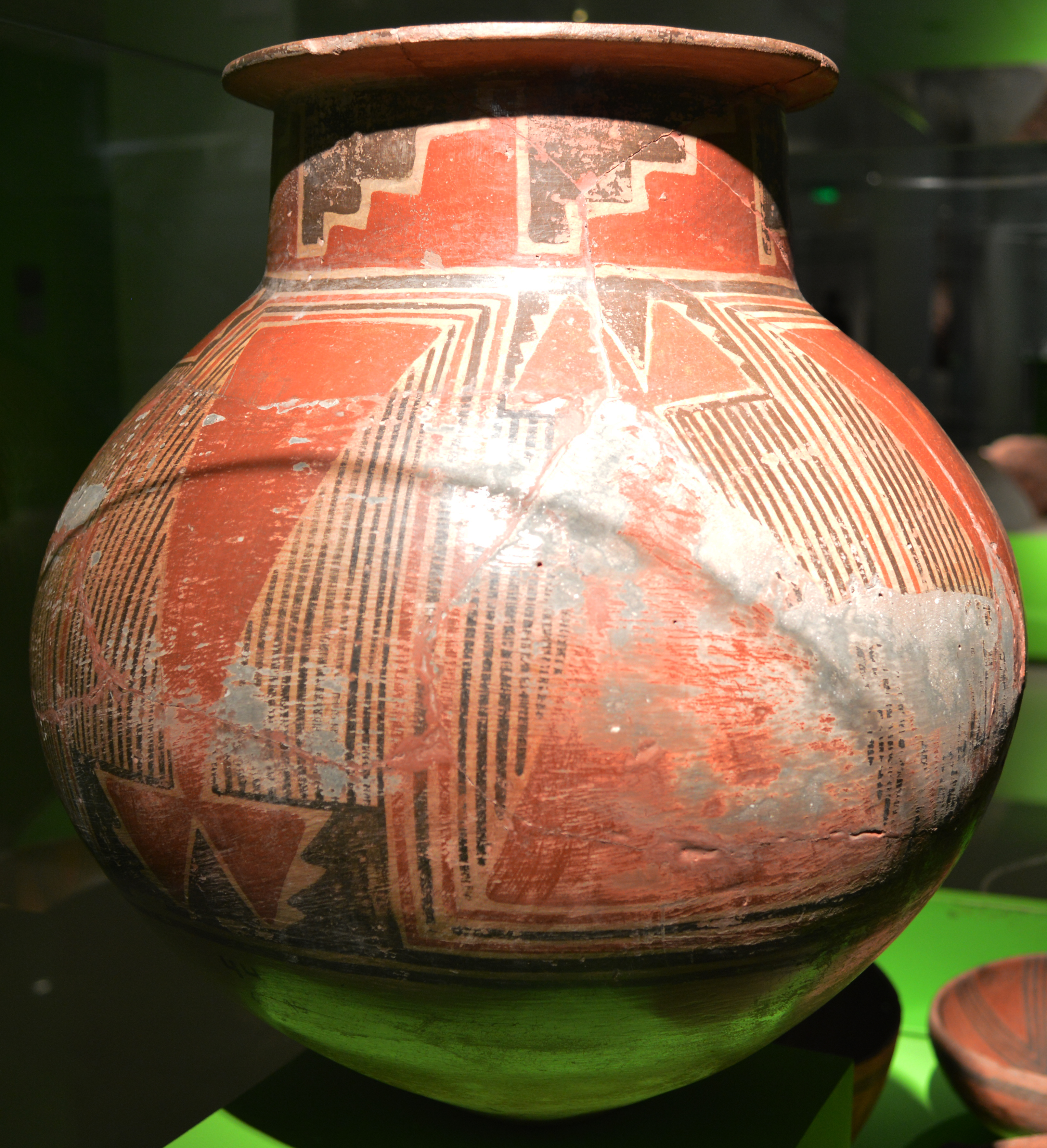
Cerámica de la cultura de la llamada "Civilización santiagueña" (la existencia de tal civilización es puesta en dudas, al menos en los presuntos miles de años de antigüedad precolombina por la mayoría de los arqueólogos) - de la actualmente llamada, tras la conquista española y la actividad misional católica en quichua cultura Sunchituyoc con motivos de anfisbena o serpiente de dos cabezas.

Cultura sunchituyoj (700 a 900 d. C.): Se da en el Interfluvio del Dulce y Salado del Norte, en pleno centro de la provincia de Santiago del Estero, abunda la cerámica decorada con aves (cóndores, águilas, loros) así como serpientes con sus formas humanizadas, draconiformes y anfisbenoides; el influjo procedente de la Cultura La Aguada es tan fuerte que en muchos casos se pueden confundir las artes de ambas culturas, esta cultura se corresponde con el inicio de la llamada civilización santiagueña (y luego en gran medida con las etnias toconoté, lule y salavinona..
Cabe aquí señalar que hasta algo más allá de mediados del siglo XX en la arqueología de Argentina era usual hablar de una Cultura de los Barreales, que englobaba (principalmente) a las culturas "Condorhuasi", La Ciénaga y La Aguada, se denómino "Barreales" porque es la forma local de llamar a los amplios conos de deyección que constituían áreas particularmente fértiles, y en tales áreas, otrora densamente pobladas, se encontraron gran cantidad de restos arqueológicos, en especial tiestos fragmentados.
Período Tardío

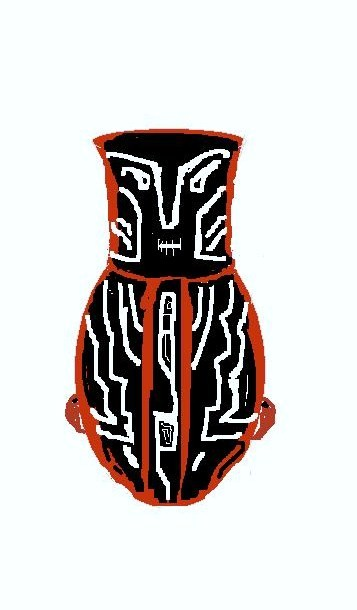
Urna funeraria de la Cultura Santa María.

Cultura Santa María (1200 a 1480), recibe este nombre por el departamento del noreste catamarqueño llamado Santa María; es esta una de las principales culturas "diaguitas", su núcleo estaba en los Valles Calchaquíes (sur de Salta, extremo oeste de Tucumán, norte de Catamarca), algunos autores han considerado que la denominación Cultura Santa María debe restringirse a una parcialidad de los pazioca o diaguitas, la de los calchaquíes, es la zona de la antigua ciudad de Tolombón. En esta fase se logró un gran desarrollo de la metalurgia en cobre, plata y oro (precisamente tal desarrollo de la metalurgia en metales preciosos ha hecho muy reducida la llegada de objetos hasta nuestros días: los que no fueron saqueados por los incas lo fueron luego por los conquistadores españoles), los paziocas ("diaguitas") adoraban piedras y monolitos ("mochaderos") al parecer siguiendo una tradición que se remonta a la Cultura Tafí, poseían amuletos (kaylles) en forma de placa, su abundante cerámica se caracteriza por pucos y, especialmente, por grandes urnas cuya silueta recuerda a las ánforas, tales urnas miden entre 50 a 60 cm de altura, constan de un gran cuerpo ovoide continuado por un ancho cuello cilíndrico cuyos bordes tienden a abrirse en una amplia boca circular, cerca de la base se ubican dos asas simétricamente colocadas, de un modo muy abstracto sobre casi toda la superficie se encuentra pintado un cuerpo humano incluyendo el rostro, ya que estas urnas poseían principalmente una función funeraria, el motivo principal (es decir el sr humano) en ocasiones aparece acompañado por estilizaciones de animales, en especial la del ñandú que en muchos casos queda sugerido por adornos cruciformes. Para la pintura de las urnas se utilizó inicialmente el rojo y el negro sobre un fondo blanco mate, luego el rojo se hizo menos frecuente hasta desaparecer. La pintura sobe las urnas parece expresar una suerte de horror al vacío ya que prácticamente no se deja parte de la superficie sin decorar, muchos autores (por ejemplo Adán Quiroga) suponen, con bastantes probabilidades, que las representaciones del ñandú, el sapo, la "cruz" y la serpiente como un rayo o sino anfisbena, forman parte de un culto propiciatorio para la lluvia, la fertilidad en general e, incluso, la idea de un renacer, algunas de estas urnas tienen (siempre en modo abstracto) representadas un par de manos que quizás significan a las de la "tierra madre" o a otra diosa: "la madre de la lluvia". En cuanto a los pucos santamarianos estos suelen tener la parte externa de fondo rojo o de fondo blanco. Los pucos de fondo rojo están decorados con serpientes ondulantes mientras que en el interior se encuentran motivos geométricos ocasionalmente combinados con batracios y serpientes. Los pucos de fondo blanco presentan su parte exterior con un color crema sobre el cual se han dibujado con pinceles y pigmentos negros y rojos, serpientes, ñandúes, "grecas", escaleras, triángulos. Dentro del conjunto santamariano se incluye a una Cultura Hualfín que se desarrolló entre el 850 y el 1480 d. C.
Cultura Belén (ca. 1000 a 1480 d. C., toma el nombre de la ciudad catamarqueña de Belén ya que, en efecto, su núcleo se encuentra en el centro de la provincia de Catamarca, principalmente por los valles del río Hualfín y el Abaucán en el departamento de Tinogasta hasta extenderse por gran parte del oeste riojano habiéndose emplazado en esas zonas Watungasta y El Shincal. Las similitudes con el arte santamariano son enormes, también son muy grandes las similitudes con el arte de los "diaguitas" chili (o "diaguitas chilenos"), los motivos, los diseños pintados sobre las cerámicas son casi idénticos a los de las otras culturas "diaguitas" coetáneas: serpientes, anfisbenas, motivos geométricos tales como triángulos, espirales, escalonados y, especialmente, ajedrezados. En ciertos casos se nota un curioso animal de cola muy larga y cabeza triangular que concluye en dos apéndices enrulados (recuerda la lengua de una serpiente), quizás es una variación del felino de la Cultura de La Aguada.
Las urnas de la Cultura Belén son bastante más bajas que las santamarianas ya que miden de 35 a 40 cm de altura, su base es un cono trunco invertido, el cuerpo es casi cilíndrico (ligeramente esférico) y el cuello es corto y acampanado, poseyendo asas laterales más notorias que las urnas santamarianas, las urnas Belén se encuentran pintadas con líneas negras sobre engobe o sobre pintura roja, predomina la pintura geométrica con rectas.
Cultura Sanagasta (o Angualasto) (ca. 1000 a 1480) Su núcleo se encontró en la provincia argentina de La Rioja difundiéndose hasta la provincia de San Juan (en donde se sobrepuso a una antiquísima Cultura Calingasta asociable a los huarpes y de la cual quedan muy pocos vestigios), la Cultura Sanagasta es otra de las culturas "diaguitas" argentinas, coincidiendo gran parte de su territorio con el de los capayán, su arte presenta grandes semejanzas con el de la Cultura Belén, se encuentran nuevamente grandes recipientes de cerámica, urnas de amplia boca con paredes oblicuas adornadas con diseños abstractos y geométricos predominando los colores negro, rojo y blanco sobre fondos rojizos,como entre los "diaguitas" de Chile se encuentran recipientes cerámicos globulares, urnas globulares con cuellos anchos adornadas generalmente con ajedrezados en paneles. En su cestería predominaron las líneas espirales. De su metalurgia (principalmente en cobre) han quedado pectorales y aros labrados.
La zona del llamado "señorío" de Tastil en la entrada inferior de la Quebrada del Toro (centronoroeste de Salta) al pie de la Puna de Atacama representa un arte en la zona de contacto de las etnias lickanantai ("atacameños") con las omaguacas y "diaguitas", en Tastil nuevamente se observa (de lo que ha quedado) un conjunto estilístico semejante al de los "diaguitas", aunque la arquitectura y el urbanismo aquí llegó al apogeo permitiendo establecer una ciudad habitada por entre 3000 a 5000 personas, por esto, con numerosas viviendas de sólida construcción basada en muros de piedras, áreas ceremoniales, áreas de depósitos e incluso de recreación. Las expresiones artísticas más evidentes en el área tastileña (que luego, hacia el oeste jujeño se confunden con los "antigales" puneños de la etnia omaguaca) que han quedado son los petroglifos pintados en las piedras, señalándose, entre otras, las figuras de emblemática religiosa que representan a cóndores, así como restos de estatuillas antropomorfas y zoomorfas talladas en piedras volcánicas procedentes de las cordilleras que atraviesan el centro de la Puna.
El conjunto de culturas telúricas del Noroeste Argentino es interrumpido convencionalmente a partir de la invasión quechua-aimara ("inca") del 1470/80 d. C. ya que entonces fueron en parte desestructuradas las culturas originarias y hubo algunos aportes estilísticos "incas" (en el territorio argentino casi no se encuentran queros o vasos incas, aunque sí quedan algunos pocos restos de  ushnus o pequeñas pirámides ceremoniales escalonadas de piedra como ocurre en Shincal, estas pirámides escalonadas servían para que los representantes del poder inca transmitieran las órdenes imperiales incas a la población de originarios reducidos sometidos tras la invasión del s. XV d. C.; por otra parte, es prácticamente inhumano denominar "arte" al sacrificio de niñas y niños en las cumbres montañosas pese a que se realizaran en torno a sus cuerpos asesinados y luego momificados por el hielo templetes semejantes a las apachetas (pequeños montículos de piedras) como ocurre en el caso de las Momias de Llullaillaco; así son los rasgos culturales en el Noroeste argentino  ocasionados durante el breve pero intenso periodo de la invasión de los quechuas y sus aliados aimaras   y a los implantados tras deportación por parte de los incas pueblos mitimaes o, lo que es lo mismo, mitmaquna como lo fueron los chichas, casi menos de un siglo después de la invasión quechua-aimara con el control desde el centro sur del Perú de la casta  quechua o quechuizada denominada  inca, se produjo la irrupción europea (más exactamente española) que produjo un conjunto de artes sincréticas (desde la arquitectura hasta la música pasando por la escultura, la poesía, la coroplastia, la metalurgia etc.) tal cual prontamente se revelarían en las Reducciones Jesuíticas o en ciertos notorios aspectos de la Catedral de la Córdoba Argentina, si ya entonces no se puede hablar más de un conjunto de "artes precolombinos" sí, en cambio, corresponde hablar de un arte nuevo en el cual se sintetizan culturas originarias de América con culturas originarias de la Cuenca Mediterránea del sur de Europa, el Cercano Oriente y el África del Norte (mientras que del África Subsahariana llegarían forzadamente más nuevos influjos culturales que se revelarían, en el territorio argentino, principalmente en el "plano" musical).